# Marcos Aoás Corrêa
Marcos Aoás Corrêa (São Paulo, 14 de mayo de 1994), más conocido como Marquinhos, es un futbolista brasileño que juega como defensa en el Paris Saint-Germain F. C. de la Ligue 1 de Francia del cual es su capitán. En la cancha se desempeña principalmente como defensor central, aunque también puede ubicarse como lateral derecho o mediocampista defensivo.
Comenzó su carrera en Corinthians, y tras ganar la Copa Libertadores 2012 llegó a la Roma por 3 000 000 EUR, donde jugó como titular y consiguió un subcampeonato de la Copa Italia en su única temporada con el club. En julio de 2013 firmó un contrato de cinco años con el París Saint-Germain F. C. tras el pago de 31 400 000 EUR por su pase, una de las transferencias más caras realizadas por un futbolista menor de veinte años. Aunque no jugó regularmente tras la compra de su compatriota David Luiz en 2014, la venta del jugador en 2016 permitió a Marquinhos regresar a la titularidad en el equipo francés, con el que ha conseguido 35 títulos, entre ellos diez Ligue 1, ocho Copas de Francia, diez Supercopas de Francia, seis Copas de la Liga de Francia y una Liga de Campeones de la UEFA.
Debutó con su selección en 2013 y formó parte del equipo sub-21 que ganó el Torneo Esperanzas de Toulon de 2014. Representó a Brasil en la Copa América 2015, la Copa América Centenario y en la Copa Mundial de Fútbol de 2018. Entre sus logros están el Sudamericano Sub-17 de 2011, la medalla de oro conseguida en los Juegos Olímpicos de Río de Janeiro 2016 y la Copa América 2019.

## Trayectoria

### Corinthians
Se unió a las filas de Corinthians a la edad de ocho años en 2002. Jugó en las categorías inferiores del club y en 2010 fue llamado por la selección brasileña sub-17 para disputar el Campeonato Sudamericano de Fútbol Sub-17 y la Copa Mundial de Fútbol Sub-17. Tras ganar en enero de 2012 la Copa São Paulo, un torneo nacional sub-20, fue integrado al primer equipo, con el que debutó en el Campeonato Paulista el 18 de febrero en la victoria por 1-0 contra São Caetano. Durante la temporada participó en ocho partidos, y aunque su club consiguió el primer lugar durante la fase regular, perdió en cuartos de final de la ronda eliminatoria contra el Ponte Preta.
Finalizado el torneo estadual, debutó el 20 de mayo de 2012 en la primera fecha del Brasileirão tras jugar noventa minutos en la derrota por 1-0 contra Fluminense, partido que ambos equipos disputaron con suplentes para enfrentar de mejor forma la Copa Libertadores. Marquinhos jugó seis en la Serie A y estuvo en la banca durante la final de la Copa Libertadores que ganaron a Boca Juniors.

### A.S. Roma
En julio de 2012 firmó por la AS Roma en la Serie A italiana. El acuerdo definía una cesión de un año por un total de 1 500 000 EUR, con la opción de subir a 3 000 000 EUR si el jugador participaba de ocho partidos durante al menos 45 minutos. En el equipo jugó con el número 3 y el nombre de «Marcos» estampado en su camiseta para no ser confundido con su compañero Marquinho.
Debutó el 16 de septiembre en una derrota por 3-2 ante el Bologna, luego que el técnico lo enviara a reemplazar a Iván Piris durante los últimos 15 minutos. Desde octubre, Zdeněk Zeman decidió colocar al jugador de titular como defensor central junto a su excompañero en el Corinthians, Leandro Castán, y relegó a la banca a Nicolás Burdisso. Destacó por cortar limpiamente las jugadas de los rivales y no ser amonestado durante la temporada, excepto el 22 de diciembre de 2012 cuando recibió una tarjeta roja en la victoria por 4-2 sobre el Milan tras detener, según el árbitro, una clara opción de gol de Stephan El Shaarawy. En total, participó en veintiséis partidos de liga y cuatro en la Copa Italia. En esta última jugó como lateral derecho la final que perdieron por 1-0 contra su clásico rival, la Lazio.

### París Saint-Germain
El 20 de julio de 2013 firmó un contrato de cinco años con el París Saint-Germain por un coste de 35 millones de euros, lo que lo convirtió en uno de los fichajes más caros de la historia del fútbol para un juvenil y, según el medio francés BFM TV, el quinto más costoso por un defensor tras Rio Ferdinand, Thiago Silva, Lilian Thuram y Dani Alves. A Marquinhos, la tercera contratación del club francés esa temporada junto a Edinson Cavani y Lucas Digne, se le asignó el dorsal cinco y se unió a otros jugadores brasileños, como el mencionado Silva, Alex, Maxwell o Lucas Moura. Su llegada se vio amenazada tras encontrarse algunos problemas en su examen médico y, tras perderse la pretemporada en Suecia, su madre mencionó que no viajó debido a que había contraído un virus, mientras el club rechazaba las versiones difundidas por Le Parisien de que tenía hepatitis.
En su debut oficial con el París Saint-Germain, el 17 de septiembre de 2013, anotó de cabeza su primer gol profesional en la victoria por 4-1 sobre el Olympiakos en el estadio Georgios Karaiskakis, en la fase de grupos de la Liga de Campeones de la UEFA 2013-14. Cinco días después debutó en la Ligue 1 como titular en el empate 1-1 contra el A. S. Mónaco, el 28 de septiembre abrió la cuenta en el triunfo por 2-0 sobre el Toulouse y el 2 de octubre convirtió el segundo tanto en el 3-0 sobre el Benfica en la Champions League. El jugador, que reemplazaba en ese momento a un lesionado Thiago Silva, se mostró sorprendido por su ritmo goleador en el comienzo de su carrera con el club.
El 12 de marzo de 2014, marcó el empate en el partido de vuelta de los octavos de final de la Liga de Campeones contra el Bayer Leverkusen, al que finalmente superaron por 2-1 en el encuentro y por 6-1 en el global, con lo que se clasificaron para la siguiente ronda, donde el Chelsea los eliminó gracias a la regla del gol de visitante y con la participación de Marquinhos solo durante los últimos cinco minutos del partido en Londres. A pesar de la derrota en el torneo continental, su equipo aseguró el 19 de abril, con el jugador sentado en la banca, la Copa de la Liga tras ganar la final al Olympique de Lyon. Luego, el 7 de mayo consiguió la Ligue 1 a pesar de caer contra el Stade Rennes por 2-1, y tres días después abrió el marcador ante el Lille, que tras perder por 3-1 permitió al París Saint-Germain romper el récord de 84 puntos obtenidos durante una temporada regular en la liga francesa, al sumar 86.
Inició la temporada 2014-15 con la disputa de la Supercopa de Francia contra el Guingamp en el estadio de los Trabajadores, Pekín, el 2 de agosto de 2014. Jugó durante todo el partido y a los 32 minutos cometió un penal a Claudio Beauvue, que llevó a la atajada de Salvatore Sirigu al lanzamiento de Mustapha Yatabaré. El encuentro fue controlado por su equipo, que con un doblete de Ibrahimović aseguró su cuarto trofeo de Supercopa. El 24 de septiembre, Marquinhos marcó de cabeza su primer gol de la temporada en la victoria por 2-0 contra el Caen tras recibir un córner de Javier Pastore.
El 26 de marzo de 2015 firmó una extensión adicional de un año de su contrato, por lo que estaría vinculado a la institución hasta 2019. Al respecto, el presidente del club, Nasser Al-Khelaifi, dijo que «los equipos más grandes de Europa estaban interesados en contratar a Marquinhos, por lo que la extensión del contrato refuerza el ambicioso proyecto a largo plazo del París Saint-Germain.»
En el clásico francés del 5 de abril jugó como lateral derecho y formó parte de una línea defensiva compuesta solo por brasileños: Maxwell, Thiago Silva y David Luiz. El encuentro se mantuvo con ventaja para el Marsella hasta el comienzo de la segunda mitad, gracias a un doblete de Gignac y un descuento por parte de Matuidi, pero el jugador anotó el empate parcial a los 49 minutos y después un autogol de Jérémy Morel aseguró la victoria de su equipo y la recuperación del liderato de la Ligue 1. Seis días después del clásico, fue titular en la goleada por 4-0 al Bastia en la final de la Copa de la Liga, triunfo con el que obtuvo su 34.º encuentro sin ser derrotado jugando por el París Saint-Germain y con el que superó el récord obtenido anteriormente por George Weah. Luego, el 16 de mayo, su equipo aseguró su tercer título de liga consecutivo tras vencer por 2-1 al Montpellier y, dos semanas más tarde, concretó el triplete local tras superar en la final de la Copa de Francia al Auxerre.
El 1 de agosto de 2015, el París Saint-Germain ganó la Supercopa de Francia 2015 ante el Olympique de Lyon, encuentro que el jugador vio desde el banquillo y que jugó Serge Aurier en su posición. Durante la primera parte de la temporada 2015-16 no fue titular, ya que se privilegiaba el dúo de Thiago Silva y David Luiz como defensores centrales, lo que incluso llevó a que Alex, exjugador del equipo en esa posición, le recomendara dejar el club y buscar alguno que le diera mayores oportunidades. En febrero de 2016, el mismo Silva criticó a la agencia que representaba a Marquinhos y a David Luiz por mantener en el club a dos futbolistas que jugaban en la misma posición, lo que limitaba sus opciones. Además, el técnico Laurent Blanc dijo que estaba abierto a escuchar ofertas a final de temporada, hecho que también mencionó su representante, Giuliano Bertolucci.
Su primer gol de la temporada lo marcó el 2 de marzo de 2016 en la victoria por 3-1 ante el Saint-Étienne por los cuartos de final de la Copa de Francia. Además, tras la exclusión de Serge Aurier del primer equipo, regresó a la titularidad como lateral derecho. El 13 de marzo, su club aseguró el tetracampeonato de la Ligue 1 con ocho fechas de anticipación tras superar por 9-0 al Troyes. Un mes después, Marquinhos jugó los 90 minutos de la final de Copa de la Liga que ganaron por 2-1 al Lille, y el 21 de mayo también disputó la definición de la Copa de Francia 2015-16, con triunfo de 4-2 del P. S. G. sobre el Marsella. Con ello, su club aseguró por segundo año consecutivo los cuatro campeonatos locales.
Hasta 2020 ganó todos los títulos de liga en los que participó el equipo, exceptuando el título de 2017, que ganó el Mónaco. Estos títulos se sumaron a los del resto de competiciones nacionales. En la Supercopa de Francia consiguieron ganar todas las ediciones desde 2013 hasta 2019, batiendo el récord de títulos consecutivos que ostentaba el Olympique de Lyon. En la Copa de la Liga de Francia ganaron consecutivamente desde la temporada 2013-14 hasta la 2017-18, batiendo también el récord de títulos consecutivos. En la Copa de Francia también ganaron consecutivamente desde la temporada 2014-15 hasta la 2017-18, batiendo nuevamente el récord de títulos consecutivos.

## Selección nacional
El 25 de octubre de 2013, Marquinhos recibió su primera llamada a la selección brasileña por Luiz Felipe Scolari, para disputar los partidos amistosos contra Honduras y Chile en noviembre de ese mismo año.
En su segunda participación mundialista, en Catar 2022, ya como titular en la zaga de la defensa brasileña, volvió a quedar eliminado con su selección en los cuartos de final.

### Participaciones en eliminatorias al Mundial
| Eliminatorias                 | Resultado  | Partidos | Goles |
| ----------------------------- | ---------- | -------- | ----- |
| Eliminatorias Mundial de 2018 | 1.er lugar | 14       | 0     |
| Eliminatorias Mundial de 2022 | 1.er lugar | 14       | 2     |

### Participaciones en Copas del Mundo
| Mundial           | Sede  | Resultado        | Partidos | Goles |
| ----------------- | ----- | ---------------- | -------- | ----- |
| Copa Mundial 2018 | Rusia | Cuartos de final | 1        | 0     |
| Copa Mundial 2022 | Catar | Cuartos de final | 5        | 0     |

### Participaciones en Copas América
| Copa                    | Sede           | Resultado        | Partidos | Goles |
| ----------------------- | -------------- | ---------------- | -------- | ----- |
| Copa América 2015       | Chile          | Cuartos de final | 1        | 0     |
| Copa América Centenario | Estados Unidos | Primera fase     | 2        | 0     |
| Copa América 2019       | Brasil         | Campeón          | 6        | 0     |
| Copa América 2021       | Brasil         | Subcampeón       | 6        | 1     |
| Copa América 2024       | Estados Unidos | Cuartos de final | 4        | 0     |

### Participaciones en Juegos Olímpicos
| Copa                  | Categoría | Sede           | Resultado | Partidos | Goles |
| --------------------- | --------- | -------------- | --------- | -------- | ----- |
| Juegos Olímpicos 2016 | Sub-23    | Río de Janeiro | Campeón   | 6        | 1     |

### Goles internacionales
| # | Fecha                    | Lugar                                          | Rival       | Gol   | Resultado | Competición                |
| - | ------------------------ | ---------------------------------------------- | ----------- | ----- | --------- | -------------------------- |
| 1 | 11 de septiembre de 2018 | FedEx Field, Landover, Estados Unidos          | El Salvador | 5 - 0 | 5 - 0     | Amistoso                   |
| 2 | 9 de octubre de 2020     | Arena Corinthians, Sao Paulo, Brasil           | Bolivia     | 1 - 0 | 5 - 0     | Eliminatorias Mundial 2022 |
| 3 | 13 de junio de 2021      | Estadio Mané Garrincha, Brasilia, Brasil       | Venezuela   | 1 - 0 | 3 - 0     | Copa América 2021          |
| 4 | 7 de octubre de 2021     | Estadio Olímpico de la UVC, Caracas, Venezuela | Venezuela   | 1 - 1 | 1 - 3     | Eliminatorias Mundial 2022 |
| 5 | 23 de septiembre de 2022 | Stade Océane, El Havre, Francia                | Ghana       | 1 - 0 | 3 - 0     | Amistoso                   |
| 6 | 20 de junio de 2023      | Estadio José Alvalade, Lisboa, Portugal        | Senegal     | 2 - 1 | 2 - 4     | Amistoso                   |
| 7 | 12 de septiembre de 2023 | Estadio Nacional, Lima, Perú                   | Perú        | 0 - 1 | 0 - 1     | Eliminatorias Mundial 2026 |

## Estadísticas

### Clubes
Actualizado al último partido jugado el 13 de agosto de 2025.
| Club                              | Div.          | Temporada     | Liga  | Liga  | Estatal | Estatal | Copas nacionales | Copas nacionales | Copas internacionales | Copas internacionales | Total | Total |
| Club                              | Div.          | Temporada     | Part. | Goles | Part.   | Goles   | Part.            | Goles            | Part.                 | Goles                 | Part. | Goles |
| --------------------------------- | ------------- | ------------- | ----- | ----- | ------- | ------- | ---------------- | ---------------- | --------------------- | --------------------- | ----- | ----- |
| S. C. Corinthians · Brasil        | 1.ª           | 2012          | 6     | 0     | 8       | 0       | —                | —                | 0                     | 0                     | 14    | 0     |
| S. C. Corinthians · Brasil        | Total club    | Total club    | 6     | 0     | 8       | 0       | 0                | 0                | 0                     | 0                     | 14    | 0     |
| A. S. Roma · Italia               | 1.ª           | 2012-13       | 26    | 0     | —       | —       | 4                | 0                | —                     | —                     | 30    | 0     |
| A. S. Roma · Italia               | Total club    | Total club    | 26    | 0     | 0       | 0       | 4                | 0                | 0                     | 0                     | 30    | 0     |
| Paris Saint-Germain F. C. Francia | 1.ª           | 2013-14       | 21    | 2     | —       | —       | 3                | 0                | 8                     | 3                     | 32    | 5     |
| Paris Saint-Germain F. C. Francia | 1.ª           | 2014-15       | 25    | 2     | —       | —       | 10               | 0                | 7                     | 0                     | 42    | 2     |
| Paris Saint-Germain F. C. Francia | 1.ª           | 2015-16       | 29    | 1     | —       | —       | 8                | 1                | 6                     | 0                     | 43    | 2     |
| Paris Saint-Germain F. C. Francia | 1.ª           | 2016-17       | 29    | 3     | —       | —       | 7                | 1                | 8                     | 0                     | 44    | 4     |
| Paris Saint-Germain F. C. Francia | 1.ª           | 2017-18       | 26    | 0     | —       | —       | 7                | 2                | 8                     | 0                     | 41    | 2     |
| Paris Saint-Germain F. C. Francia | 1.ª           | 2018-19       | 30    | 3     | —       | —       | 7                | 0                | 7                     | 1                     | 44    | 4     |
| Paris Saint-Germain F. C. Francia | 1.ª           | 2019-20       | 19    | 3     | —       | —       | 7                | 1                | 11                    | 2                     | 37    | 6     |
| Paris Saint-Germain F. C. Francia | 1.ª           | 2020-21       | 25    | 3     | —       | —       | 5                | 0                | 10                    | 3                     | 40    | 6     |
| Paris Saint-Germain F. C. Francia | 1.ª           | 2021-22       | 32    | 5     | —       | —       | 0                | 0                | 8                     | 0                     | 40    | 5     |
| Paris Saint-Germain F. C. Francia | 1.ª           | 2022-23       | 33    | 2     | —       | —       | 3                | 0                | 8                     | 0                     | 44    | 2     |
| Paris Saint-Germain F. C. Francia | 1.ª           | 2023-24       | 21    | 0     | —       | —       | 5                | 0                | 10                    | 0                     | 36    | 0     |
| Paris Saint-Germain F. C. Francia | 1.ª           | 2024-25       | 22    | 2     | —       | —       | 4                | 1                | 22                    | 0                     | 48    | 3     |
| Paris Saint-Germain F. C. Francia | 1.ª           | 2025-26       | 0     | 0     | —       | —       | 0                | 0                | 1                     | 0                     | 1     | 0     |
| Paris Saint-Germain F. C. Francia | Total club    | Total club    | 312   | 26    | 0       | 0       | 66               | 6                | 114                   | 9                     | 492   | 41    |
| Total carrera                     | Total carrera | Total carrera | 344   | 26    | 8       | 0       | 70               | 6                | 114                   | 9                     | 536   | 41    |
| 1. 2. 3.                          |               |               |       |       |         |         |                  |                  |                       |                       |       |       |

## Palmarés

### Campeonatos nacionales
| Título               | Club                      | País      | Año     |
| -------------------- | ------------------------- | --------- | ------- |
| Copa de la Liga      | Paris Saint-Germain F. C. | Francia   | 2013-14 |
| Ligue 1              | Paris Saint-Germain F. C. | Francia   | 2013-14 |
| Supercopa de Francia | Paris Saint-Germain F. C. | China     | 2014    |
| Copa de la Liga      | Paris Saint-Germain F. C. | Francia   | 2014-15 |
| Ligue 1              | Paris Saint-Germain F. C. | Francia   | 2014-15 |
| Copa de Francia      | Paris Saint-Germain F. C. | Francia   | 2014-15 |
| Supercopa de Francia | Paris Saint-Germain F. C. | Canadá    | 2015    |
| Ligue 1              | Paris Saint-Germain F. C. | Francia   | 2015-16 |
| Copa de la Liga      | Paris Saint-Germain F. C. | Francia   | 2015-16 |
| Copa de Francia      | Paris Saint-Germain F. C. | Francia   | 2015-16 |
| Supercopa de Francia | Paris Saint-Germain F. C. | Austria   | 2016    |
| Copa de la Liga      | Paris Saint-Germain F. C. | Francia   | 2016-17 |
| Copa de Francia      | Paris Saint-Germain F. C. | Francia   | 2016-17 |
| Supercopa de Francia | Paris Saint-Germain F. C. | Marruecos | 2017    |
| Copa de la Liga      | Paris Saint-Germain F. C. | Francia   | 2017-18 |
| Ligue 1              | Paris Saint-Germain F. C. | Francia   | 2017-18 |
| Copa de Francia      | Paris Saint-Germain F. C. | Francia   | 2017-18 |
| Supercopa de Francia | Paris Saint-Germain F. C. | China     | 2018    |
| Ligue 1              | Paris Saint-Germain F. C. | Francia   | 2018-19 |
| Supercopa de Francia | Paris Saint-Germain F. C. | China     | 2019    |
| Ligue 1              | Paris Saint-Germain F. C. | Francia   | 2019-20 |
| Copa de Francia      | Paris Saint-Germain F. C. | Francia   | 2019-20 |
| Copa de la Liga      | Paris Saint-Germain F. C. | Francia   | 2019-20 |
| Supercopa de Francia | Paris Saint-Germain F. C. | Francia   | 2020    |
| Copa de Francia      | Paris Saint-Germain F. C. | Francia   | 2020-21 |
| Ligue 1              | Paris Saint-Germain F. C. | Francia   | 2021-22 |
| Supercopa de Francia | Paris Saint-Germain F. C. | Israel    | 2022    |
| Ligue 1              | Paris Saint-Germain F. C. | Francia   | 2022-23 |
| Supercopa de Francia | Paris Saint-Germain F. C. | Francia   | 2023    |
| Ligue 1              | Paris Saint-Germain F. C. | Francia   | 2023-24 |
| Copa de Francia      | Paris Saint-Germain F. C. | Francia   | 2024    |
| Supercopa de Francia | Paris Saint-Germain F. C. | Catar     | 2024    |
| Ligue 1              | Paris Saint-Germain F. C. | Francia   | 2024-25 |
| Copa de Francia      | Paris Saint-Germain F. C. | Francia   | 2024-25 |

### Campeonatos internacionales
| Título                       | Club (*)                     | País     | Año  |
| ---------------------------- | ---------------------------- | -------- | ---- |
| Sudamericano Sub-17          | Selección de Brasil sub-17   | Ecuador  | 2011 |
| Copa Libertadores de América | S. C. Corinthians            | Brasil   | 2012 |
| Juegos Olímpicos             | Selección olímpica de Brasil | Brasil   | 2016 |
| Copa América                 | Selección de Brasil          | Brasil   | 2019 |
| Liga de Campeones de la UEFA | Paris Saint-Germain F. C.    | Alemania | 2025 |
| Supercopa de la UEFA         | Paris Saint-Germain F. C.    | Italia   | 2025 |

(*) Incluyendo la selección.

### Distinciones individuales
| Distinción                                                      | Año  |
| --------------------------------------------------------------- | ---- |
| Parte de los 100 mejores jugadores del mundo según The Guardian | 2022 |
| Equipo ideal de la Copa Mundial de Clubes de la FIFA            | 2025 |